# 21세기 로마자 표기법
21세기 로마자 표기법(21世紀로마字表記法)은 유네스코 사무국의 직원이었던 홍승목이 제안한 한국어 로마자 표기법이다. 유네스코 포럼 12호에서 공식 발표 되었으며, 최종안은 나오지 않았다.
영어권에 살지 않거나 표기의 규칙을 모르는 사람도 쉽게, 로마자로 표기 된 것을 한국어에 가깝게 읽을 수 있고, 로마자를 다시 한국어로 쉽게 복원할 수 있도록 고려된 표기법이다.

## 표기 원칙
표기가 발음에 크게 괴리되지 않는 한, 글자대로 적는 전자법을 원칙으로 한다.

## 표기 방법

### 모음 표기법
- 단음 표기를 원칙으로 한다.

| 한글 | ㅏ | ㅓ | ㅗ | ㅜ | ㅡ | ㅣ | ㅐ  | ㅔ |
| ---- | -- | -- | -- | -- | -- | -- | --- | -- |
| 단음 | a  | o  | o  | u  | u  | i  | ae  | é  |
| 장음 | ah | ur | oh | oo | uh | ee | aeh | eh |

| 한글 | ㅑ | ㅒ  | ㅕ | ㅖ  | ㅛ | ㅠ | ㅘ | ㅙ | ㅚ | ㅝ | ㅞ | ㅟ | ㅢ      |
| ---- | -- | --- | -- | --- | -- | -- | -- | -- | -- | -- | -- | -- | ------- |
| 변환 | ea | ㅔ1 | eo | ㅔ1 | eo | eu | ua | ué | ué | uo | ué | ui | oi, ㅣ2 |

1. 'ㅔ'와 같은 것으로 보고 'ㅔ'의 표기법에 따른다.
2. 'ㅢ'가 [ㅣ]로 소리날 때에는 'ㅣ' 표기법에 따른다.

#### 초성이 'ㅇ'일 때
- 초성이 'ㅇ'일 때 표기에 예외적인 것만 표로 정리하였다. 나머지는 본래 표기와 일치하다.

| 한글 | ㅜ       | ㅣ       | ㅑ  | ㅒ   | ㅕ  | ㅖ  | ㅛ  | ㅠ  | ㅘ | ㅙ  | ㅚ  | ㅝ | ㅞ | ㅟ |
| ---- | -------- | -------- | --- | ---- | --- | --- | --- | --- | -- | --- | --- | -- | -- | -- |
| 단음 | u, wu1   | i, yi1   | ya  | yae  | yo  | ye  | yo  | yu  | wa | wae | wae | wo | wé | wi |
| 장음 | oo, woo1 | ee, yee1 | yah | yaeh | yer | yeh | yoh | yuh | ×  | ×   | ×   | ×  | ×  | ×  |

1. 초성이 'ㅇ'일 때에 한해서 'ㅜ', 'ㅣ'를 표기할 때에 앞에 'w'나 'y'를 붙일 수 있다.

### 자음 표기법
| 한글 | ㄱ | ㄴ | ㄷ | ㄹ    | ㅁ | ㅂ | ㅅ | ㅇ(받침) | ㅈ | ㅊ | ㅋ | ㅌ | ㅍ | ㅎ |
| ---- | -- | -- | -- | ----- | -- | -- | -- | -------- | -- | -- | -- | -- | -- | -- |
| 변환 | g1 | n  | d  | l2, 3 | m  | b  | s4 | ng       | j  | ch | k  | t  | p  | h  |

| 한글 | ㄲ | ㄸ | ㅃ | ㅆ | ㅉ |
| ---- | -- | -- | -- | -- | -- |
| 변환 | k  | t  | p  | s  | ch |

1. 'g' 뒤에 곧바로 'e'나 'i'가 올 때에는 'g'를 'gh'로 표기한다. 단, '金(김)'이 인명이나 지명에 쓰일 경우에는 'Kim'으로 표기한다.
김치 → ghimchi (×gimchi)
수기 → sughi (×sugi)
꽃게 → kotghé (×kotgé)
金포(김포) → Kimpo (×Ghimpo, ×Gimpo)
金민수(김민수) → Kim Minsu (×Ghim Minsu, ×Gim Minsu)
2. 'ㄹ'이 모음 사이에 놓이거나 초성 'ㅇ', 'ㅎ' 앞에 놓일 때에는 'r'로 표기한다.
월요일 → Wor-yoil (×Wol-yoil)
실학 → Shirhag (×Shilhag)
3. 'ㄹㄹ'은 하나의 'l'로 표기하되, 어절이 연결선(-)으로 나뉘거나 유음화로 인하여 'ㄹㄹ'로 발음될 때에 한해 'll'로 표기한다.
진달래 → jindalae (×jindallae)
울릉도 → Ulung-do (×Ullung-do)
통일로 → Tong'il-lo (×Tong'il-o, ×Tong'i-lo)
신라 → Shilla (×Shila, ×Shinla)
한라산 → Halla-san (×Hala-san, ×Hanla-san)
진리 → jilli (×jili, ×jinli)
찰나 → challa (×chala, ×chalna)
4. '시', '세', '샤', '셔', '쇼', '슈', '쉬'는 's' 대신 'sh'로 표기한다.
시작 → shijag (×sijag)
세수 → shésu (×sésu)
쉬다 → shuida (×suida)

#### 전자법을 따르지 않는 예외적 표기
- 아래는 표기가 발음에 크게 괴리되어 전자법을 따르지 않는 경우에 해당하는 표기 규칙이다.

1.받침 표기; 받침 뒤에 곧바로 모음이 이어지지 않을 때에는, 음절의 끝소리 규칙에 따라 받침을 'g(ㄱ)', 'n(ㄴ)', 'd(ㄷ)', 'l(ㄹ)', 'm(ㅁ)', 'b(ㅂ)', 'ng(ㅇ)'으로만 표기한다.
- 단, 받침 'ㅋ(ㄲ)', 'ㅌ', 'ㅍ'는 예외로 'k', 't', 'p'로 표기한다.
- 단, 모음이 이어지지 않는 대신 자음과 바로 이어질 때에는 'g', 'd', 'b'로 표기한 것을 'k', 't', 'p'로 표기한다.

넋(넉) → nog (×nogs)
낮(낟) → nad (×naj)
섧다(설따) → solta (×solbta)
옷 안에(옫 아네) → od ané (×os ané)
부엌(부억) → bu'ok (×bu'og)
숲(숩) → sup (×sub)
낙동강(낙똥강) → Nakdong-gang (×Nagtong-gang)
독도(독또) → Dok-do (×Dog-to)
성북구(성북꾸) → Songbuk-gu (×Songbug-ku)
합전(합쩐) → Hapjon (×Habchon)
합천(합천) → Hapchon (×Habchon)
2.된소리되기의 일부 표기 반영; 'ㄱ', 'ㄷ', 'ㅂ', 'ㅈ'에 된소리되기(ㄲ, ㄸ, ㅃ, ㅉ) 현상이 일어날 때에는 그것들을 'k', 't', 'p', 'ch'로 표기한다. 단, 'ㄱ', 'ㄷ', 'ㅂ' 뒤에 이어져서 된소리되기 현상이 일어난 경우는 제외한다.
달골(달꼴) → Dalkol (×Dalgol)
태권도(태꿘도) → Taekuondo (×Taeguondo)
울진(울찐) → Ulchin (×Uljin)
문자(문짜) → muncha (×munja)
3. 사이시옷 표기; 사이시옷은 t'로 표기하되, ㄴ으로 덧나는 경우에는 n', ㄴㄴ으로 덧나는 경우에는 n'n으로 표기한다.
갓길(가낄) → gat'ghil
깃대(기때) → ghit'dae
핫바지(하빠지) → hat'baji
헛소리(허쏘리) → hot'sori
뒷전(뒤쩐) → duit'jon
옷나무(온나무) → on'namu
옷맵시(온맵씨) → on'maepsi
헛일(헌닐) → hon'nil
4.구개음화와 자음동화의 표기 반영; 구개음화나 자음동화가 일어날 때에는 이를 소리나는대로 표기한다. 단, [ㄹ]은 [ㄴ]으로 바뀌어 소리나더라도 'l'을 'n'으로 바꾸어 표기하지 않는다.
같이(가티→가치) → gachi (×gati)
굳이(구디→구지) → guji (×gudi)
막내(망내) → mangnae (×maknae)
국물(궁물) → gungmul (×gukmul)
협력(혐녁) → heomleog (×heomneog, ×heopleog)
독립문(동님문) → Donglim-mun (×Dongnim-mun, ×Donglip-mun)
극락전(긍낙쩐) → Gunglak-jon (×Gungnak-jon, ×Guklak-jon)
십리(심니) → Shimli (×Shimni)

### 어깻점(’)
음절 분리를 보여야 할 때 쓰인다. 어깻점을 사용할 때는 다음과 같다.
1. ㄴㄱ(ng)과 받침 ㅇ(ng)을 구별할 때
안강 → An'gang
중앙 → Jung'ang
동아 → Dong'a
2. 모음이 이어질 때
해인사 → Hae'insa
노을 → no'ul
3. h의 소리내기 여부가 확실하지 않을 때
무화과 → mu'huagua
강화 → gang'hua

## 지명과 인명의 로마자 표기

### 지명 표기
1. 고유 명사와 일반 명사가 결합되었을 때 그 사이에 붙임표(-)를 넣는다.
금강 → The Gum-gang / Gum-gang River
남산 → The Nam-san / Nam-san Mountain
갑사 → Gap-sa / Gap-sa Temple
서대문 → So-daemun / So-daemun Gate
종로 → Jong-lo / Jong-lo Street
2. 붙임표(-)를 여러 개 사용하는 것은 최소화한다.
- 아차/산/성 → 아차/산성

Acha-san-song → Acha-sansong
- 남/한/강 → 남+한/강

The Nam-han-gang → The Nam[South] Han-gang
- 북/한/강 → 북+한/강

The Buk-han-gang → The Buk[North] Han-gang
3. 지명에서 액센트가 앞에 있지 않을 때에는 액센트(’)도 같이 표기한다.
용산 : Yongsan → Yongsán
부산 : Busan → Busán
대전 : Daejon → Daejón
춘천 : Chunchon → Chunchón
전주 : Jonju → Jonjú
강릉 : Ganglung → Ganglúng
4. 의미대로 풀어서 붙인 긴 이름은 띄어 표기한다.
금동/미륵보살/반가/사유상 → Gumdong Miruk-bosal Ban'ga Sayu-sang (× Gumdong-miruk-bosal-ban'ga-sayu-sang)

### 인명 표기
1. 이름을 표기할 때에는 아래와 같은 형식으로 적는다.
김민수 : Kim Minsu (×Kim Min Su, ×Kim Min-Su)
두날개 : Doo Nalgae (×Doo Nal Gae, ×Doo Nal-Gae)
묵하람 : Mook Haram (×Mook Ha Ram, ×Mook Ha-Ram)
채아무 : Chae Amu (×Chae A Mu, ×Chae A-Mu)
영익현 : Young Yikheon (×Young Yik Heon, ×Young Yik-Heon)
2. 이름은 본래 표기법을 원칙으로 하되, 상황에 따라 본인에 맞게 고쳐 표기할 수 있다. 단, 성씨는 제외한다.
채아무 : Chae Amu, Chae Ahmu, Chae Ahmoo
이우영 : Lee Wuyong, Lee Wooyoung, Lee Uyong
3. 음절을 분리할 필요가 있을 때에는 대문자로 분리하는 것을 원칙으로 하되, 이름을 모두 대문자로 써야 할 때에는 어깻점(')으로 분리할 수 있다.
이영희 : Lee YoungHee, LEE YOUNG'HEE

#### 성씨 표기

##### 초성(자음) 표기
1. 본래 표기를 따르되, ㄹ은 무조건 l로 표기한다.

##### 중성(모음) 표기
1. 성씨를 표기할 때에는 모음 표기를 장음 표기로 할 것을 원칙으로 한다.
- 단, 성씨가 두 음절 이상일 때에는 단음 표기를 사용한다. (독고, 남궁, 황보 씨 등)
- 단, 이중모음은 장음 표기를 하지 않는다. (곽, 권 씨 등)
- 단, 받침이 ㅇ(ng)일 때에는 장음 표기를 하지 않는다.
- 단, 해당 성씨가 단음 표기를 하는 것이 확립된 관행일 때에는 그 관행을 따른다. (받침이 있는 ㅣ의 경우에는 ee가 아니라 i를 쓴다.)

2. 본래 표기와 다른 항목은 다음과 같다.
- ㅏ에서 받침이 ㅇ인 성씨는 a로 표기하고(장→Jang), 받침이 ㄱ인 성씨는 ark로 표기한다(탁→Tark).
- ㅓ에서 받침이 ㄴ·ㄹ·ㅁ·ㅇ인 성씨는 o로 표기한다(천→Chon).
- ㅗ에서 받침이 ㅇ인 성씨는 o로 표기하고(공→Gong), 받침이 ㄱ인 성씨는 ork로 표기한다(옥→Ork).
- ㅡ에서 받침이 ㅇ인 성씨는 u로 표기한다(승→Sung).
- ㅣ에서 받침이 있는 성씨는 i로 표기한다(민→Min, 김→Kim).
- 초성이 ㅇ인 이중모음은 받침이 있을 때만 단음 표기를 한다.

##### 종성(받침) 표기
- 받침 ㅇ 앞에서 h, r을 이용한 장음 표기를 하지 않는다.
- 받침 ㄱ, ㅂ 앞의 모음이 발음상의 이중모음이나 복합모음이 아니면 ㄱ, ㅂ은 ~rk, ~rp로 표기한다.

##### 예외 성씨
1. 강(姜/康/江/綱/強(强)) → Ghang (×Gang) [단어 의미(‘패거리’) 회피]
2. 김(金) → Kim (×Ghim) [인명․지명의 ‘金’은 Kim으로 통일 표기]
3. 박(朴) → Park (×Bark) [단어 의미에 따른 선택(‘짖다’→‘공원’)]
4. 부(夫) → Bou (×Boo) [단어 의미(‘야유하다’) 회피]
5. 선(宣/先) → Sun (×Son) [단어 의미에 따른 선택(‘아들’→‘태양’)]
6. 성(成) → Sung (×Song) [송(宋)씨와 구별. 승(承/昇)씨와의 중복은 불가피]
7. 영(永) → Young (×Yong) [용(龍)씨와 구별, 단어 의미(‘젊은’)에 따른 선택]
8. 정(鄭/丁/程) → Jeong (×Jong) [종(宗/種)씨와 구별]
9. 피(皮) → Pea (×Pee) [단어 의미에 따른 선택(‘오줌누다’→‘완두콩’)]